# Careproctus parini
Careproctus parini är en fiskart som beskrevs av Anatoly Petrovich Andriashev och Prirodina, 1990. Careproctus parini ingår i släktet Careproctus och familjen Liparidae. Inga underarter finns listade.